# Air Memphis

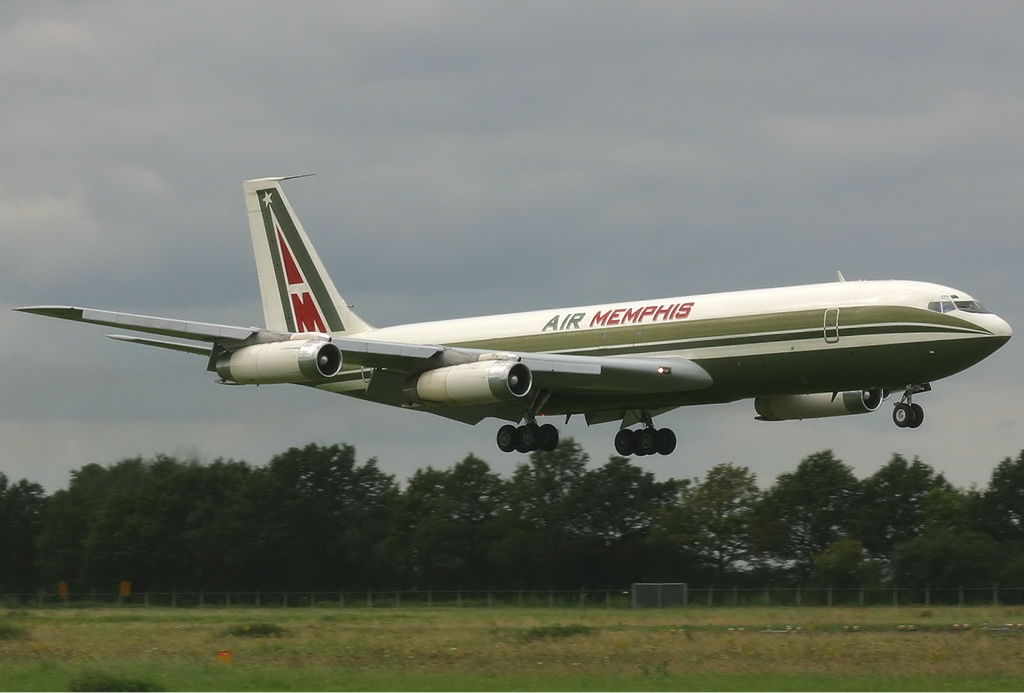
Az Air Memphis Boeing 707 gépe

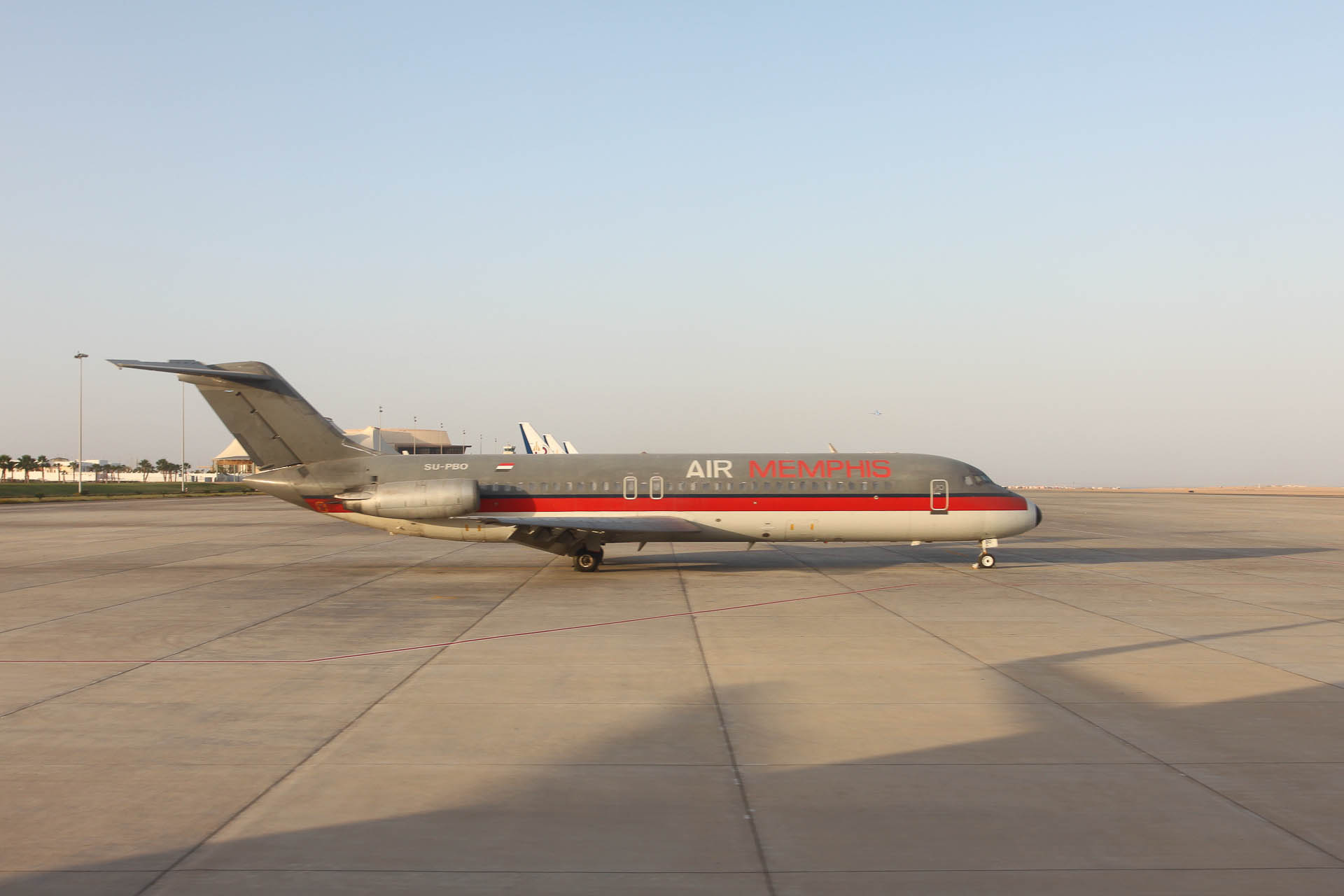
Az Air Memphis McDonnell Douglas DC-9 gépe Sarm es-Sejk repülőterén

Az Air Memphis (arabul: ممفيس للطيران, Memfis liṭ-Ṭayarān) egy egyiptomi charter légitársaság volt 1995 és 2013 között. Bázisrepülőtere a kairói nemzetközi repülőtér volt.
A légitársaságot 1995 augusztusában alapították, működését 1996 márciusában kezdte meg. A cég jelen volt Sarm es-Sejk, Hurghada, Luxor, Asszuán és Abu Szimbel városokban is. 2010 márciusában 530 alkalmazottal rendelkezett. 2013-ban az új tulajdonos Air Leisure-re változtatta a légitársaság nevét.

## Flotta
Az Air Memphis flottája 2010-ben a következő gépekből állt. Megszűnésekor már csak a McDonnell Douglas MD-83 repülőgép volt a tulajdonában.

## Fordítás
- Ez a szócikk részben vagy egészben  az   Air Memphis című angol Wikipédia-szócikk ezen változatának fordításán alapul.  Az eredeti cikk szerkesztőit annak laptörténete sorolja fel. Ez a jelzés csupán a megfogalmazás eredetét és a szerzői jogokat jelzi, nem szolgál a cikkben szereplő információk forrásmegjelöléseként.